# S-125

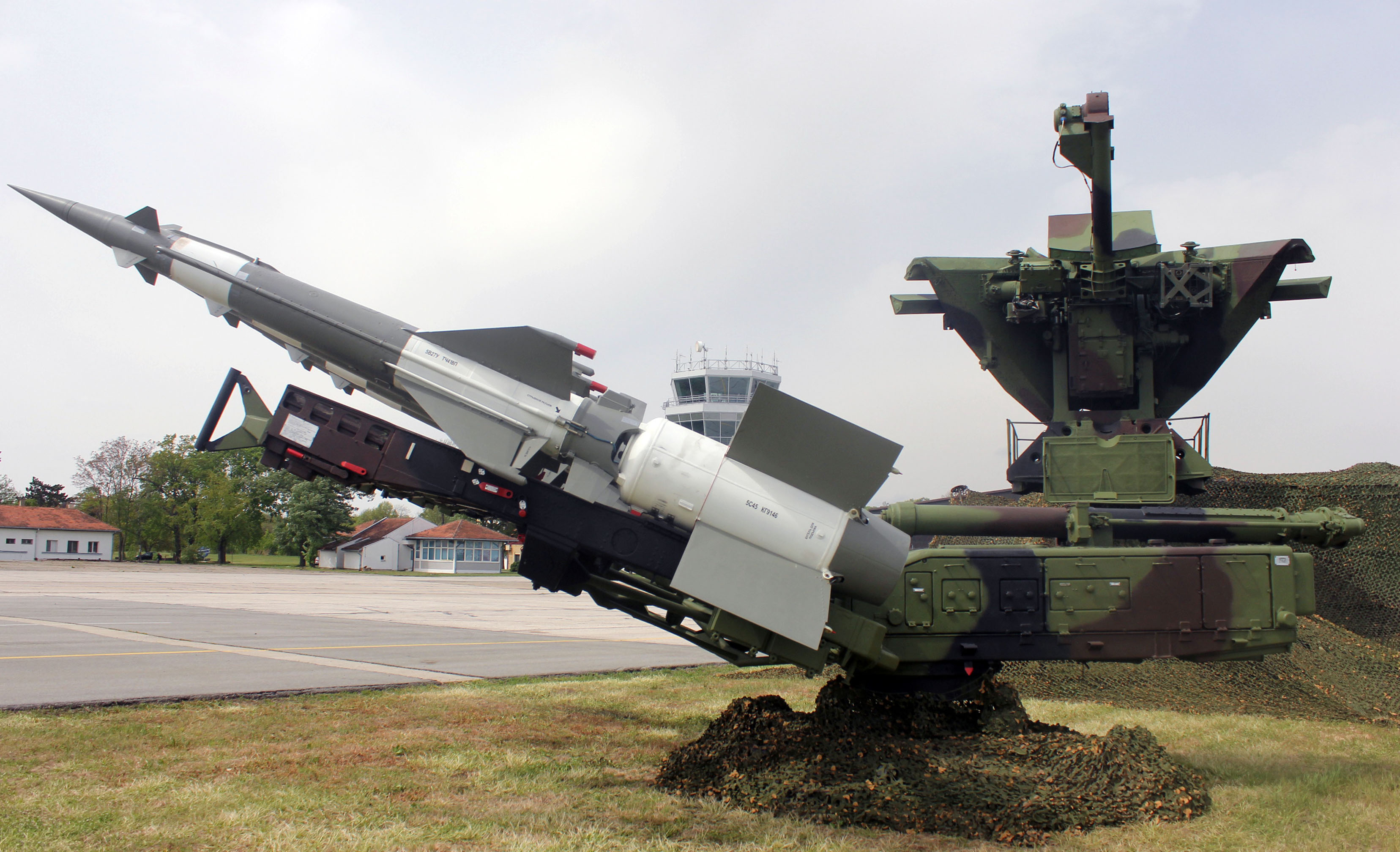
Stanowisko ogniowe zestawu S-125 w służbie serbskiej

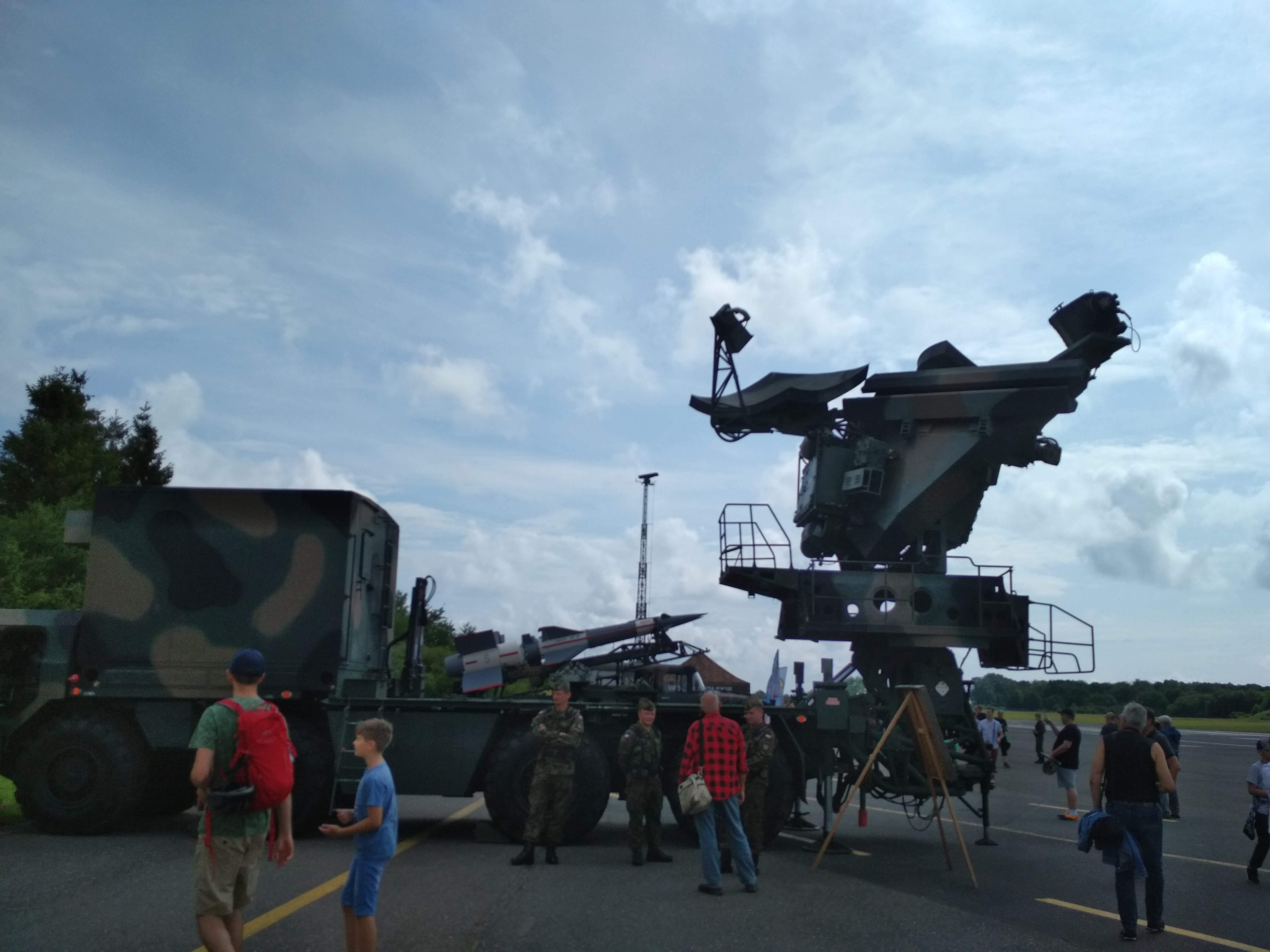
Stacja radiolokacyjna SNR 125 SC zestawu Newa-SC, osadzona na podwoziu ciężarówki MAZ

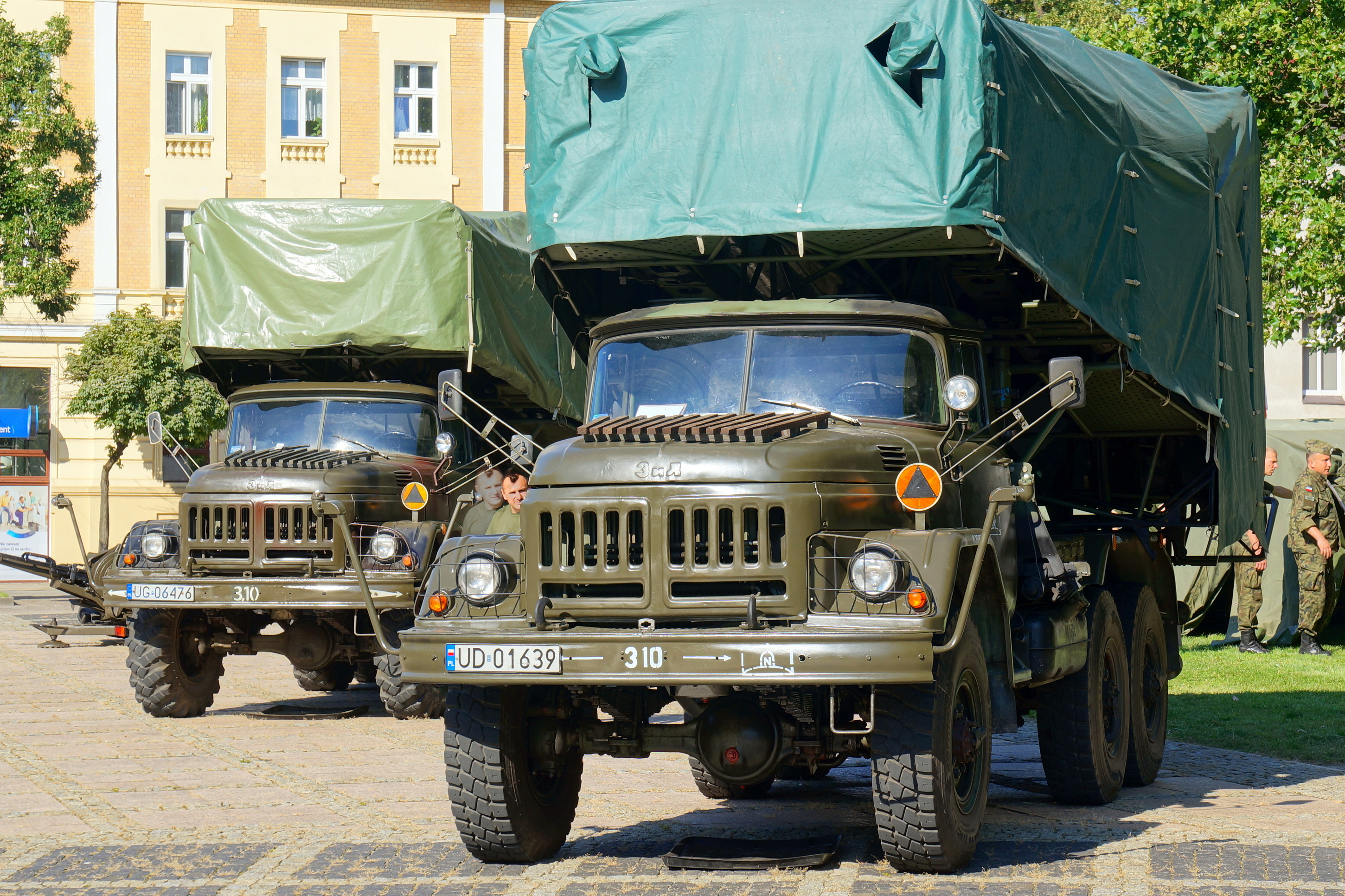
Samochód Transportowo-Załadowczy STZ PR-14SC na bazie ciężarówki Ził-131

S-125 Newa, w kodzie NATO SA-3 Goa – system kierowanych pocisków rakietowych ziemia-powietrze opracowanych w ZSRR w celu uzupełnienia systemów S-25 i S-75, w porównaniu do których miał krótszy zasięg, niższy pułap i mniejszą prędkość, jednak dzięki dwustopniowej konstrukcji rakiety na paliwo stałe lepiej nadawał się do niszczenia manewrujących celów na niskich pułapach.

## Historia
Przeciwlotniczy zestaw rakietowy S-125 powstał w ZSRR dla uzupełnienia systemów S-25 i S-75, które nie były zdolne do  zwalczania celów lecących na małych wysokościach. Nowy zestaw był radzieckim odpowiednikiem opracowywanego w tym czasie amerykańskiego zestawu Hawk. Prace nad systemem S-125 rozpoczęto oficjalnie na podstawie postanowienia Rady Ministrów z 19 marca 1956 roku. Głównym wykonawcą systemu było biuro konstrukcyjne KB-1, zajmujące się układem naprowadzania, a poszczególne elementy opracowywały inne jednostki. Początkowo opracowano dla niego pocisk W-625, skonstruowany w zakładach nr 82 w Tuszynie, lecz okazał się nieudany. W końcu w 1959 roku zaadaptowano do zestawu lądowego S-125 bardziej udany pocisk W-600, opracowywany od 1956 roku przez biuro OKB-2 na potrzeby systemu morskiego M-1 Wołna. W wersji lądowej pociski oznaczono W-600P (5W24). Nowa rakieta pozwoliła przy tym zwiększyć pułap zwalczanych celów z 5 do 10 km. Produkcję seryjną pocisków rakietowych rozpoczęto w 1959 roku, w Zakładzie Produkcyjnym Nr 32 w Kirowie. System S-125 został przyjęty na uzbrojenie postanowieniem władz z 21 czerwca 1961 roku. System S-125 Newa oznaczono w kodzie NATO SA-3 Goa. Wersje eksportowe nazywano S-125 Peczora i posiadały pociski rakietowe 5W24 lub 5W27 Wołna.
W 1963 roku konstruktorzy systemu S-125 zostali nagrodzeni Nagrodą Leninowską.
Jeszcze w 1961 roku rozpoczęto prace nad modernizacją systemu i polepszeniem jego parametrów, co doprowadziło do powstania wersji S-125M Newa-M, wykorzystującej ulepszone pociski W-601P o zwiększonym pułapie, zasięgu i masie głowicy i ulepszonym zapalniku zbliżeniowym. Pociski te zunifikowano także następnie z zestawem morskim. Pociski W-601P przyjęto na uzbrojenie 29 maja 1964 roku, a cały system S-125M – formalnie 27 września 1970 roku. Wraz z systemem S-125M wprowadzono także czteroprowadnicowe przewoźne wyrzutnie.
2 maja 1978 roku przyjęto na uzbrojenie zmodernizowany system S-125M1 Newa-M1, z ulepszoną elektroniką i dodatkowym optycznym kanałem śledzenia celów. Wprowadzono też szybsze rakiety 5W27D.
System w wersji eskportowej sprzedany był do 35 państw, którym dostarczono 523 zestawy.

## Wersje
- S-125 Newa – podstawowy wariant lądowy.
- M-1 Wołna – morska wersja systemu w kodzie NATO znana jako SA-N-1 Goa
- Newa-SC (Przeciwlotniczy Zestaw Rakietowy Newa SC) – powstał w Polsce, w wyniku modernizacji będącego na uzbrojeniu armii wielu krajów PZR S-125 M „Newa” produkcji ZSRR[11]. Zestaw w ten osadzony był na podwoziu gąsienicowym[5].
- Pieczora – nazwa wersji eksportowych[9].
- Pieczora-2M – rosyjska eksportowa modernizacja z 2001 roku, z dwuprowadnicowymi wyrzutniami na ciężarówce MZKT-8021 i ulepszoną aparaturą[12].

## Opis

### S-125
System jest jednokanałowy w zakresie zwalczanych celów, na które można naprowadzać dwie rakiety. W pewnym zakresie może działać w warunkach stosowania zakłóceń aktywnych i pasywnych. Rakiety we wszystkich wersjach były dwustopniowe, na paliwo stałe. W pierwszej wersji S-125 używał pocisków W-600P (indeks GRAU: 5W24). Długość wynosiła 6090 mm, średnica stopnia startowego 550 mm, a marszowego 375 mm. Masa startowa wynosiła 912 kg. Silnik startowy pierwszego stopnia 5B84 pracował 4 sekundy. Na pierwszym stopniu były cztery prostokątne rozkładane stateczniki, które przylegały dłuższym bokiem do kadłuba, a po wystrzeleniu przekręcały się do tyłu o ok. 90°, zwiększając rozpiętość. Stopień marszowy miał długość 3865 mm. Pocisk w części głowicowej miał zbliżeniowy zapalnik radarowy 5Je15 Proliw, a za nim był przedział sterów z czterema małymi trójkątnymi powierzchniami sterowymi. Dalej znajdowała się odłamkowo-burząca głowica bojowa 5B15, zawierająca 32-33 kg materiału wybuchowego, tworząca 3560-3570 odłamków o masie 5,4 kg. Na części końcowej stopień marszowy miał cztery trójkątne skrzydła o rozpiętości 1135 mm, z czego dwie wyposażone były w lotki. Silnik marszowy nosił indeks 5B83. Pocisk był wyposażony w samolikwidator po 26 sekundach. Pocisk mógł zwalczać cele lecące z prędkością 1500-2000 km/h na odległości do 6-10 km i wysokości od 200 do 10 000 m. Wobec celów manewrujących lub stosujących zakłócenia pasywne maksymalna wysokość była mniejsza.
W pierwszej wersji używana była dwuprowadnicowa przewoźna wyrzutnia 5P71 (SM-78A-1). Do transportu pocisków używane były samochody transportowo-załadowcze PR-14 na podwoziu ciężarówki ZiŁ-157, przewożące dwie rakiety (wersje: PR-14A, AM, B). Przepisowy czas załadunku rakiety wynosił 45 sekund. Niezbędnym elementem systemu była stacja naprowadzania SNR-125, mieszcząca się wraz z zestawem radarów i urządzeniami pomocniczymi na przyczepach. W ich skład wchodziła kabina dowodzenia UNK, zespół anten naprowadzania pocisków UNW (o wysokości 6,5 m) i radary P-12 Diesiert i P-15 Tropa (w kodzie NATO: Flat Fase), ten ostatni także z dodatkową anteną na maszcie (NATO: Squat Eye).

### S-125M
W wersji S-125M system używał pocisków W-601P (5W27). Główną różnicą był nowy silnik marszowy, zapalnik radiolokacyjny 5Je18 i głowica bojowa 5B18 o masie 72 kg. Głowica tworzyła 4500 odłamków o masie 4,72-4,79 kg. Wizualnie rakiety te różniły się dodaniem dwóch małych trapezowych destabilizatorów za skrzydłami, na przejściu między stopniami, których zadaniem było zmniejszenie odległości, na jaką leciał stopień marszowy po rozdzieleniu się. Pocisk mógł zwalczać cele lecące z prędkością 1500-2000 km/h na odległości do 17 km i wysokości od 200 do 14 000 m. Wolniejsze samoloty, lecące z prędkościami okołodźwiękowymi, można było zwalczać nawet na odległości do 22 km, natomiast w odległości do 10 km można było zwalczać też cele lecące niżej (100-200 m). Samolikwidator działał po 49 sekundach. Pociski te produkowano następnie w ulepszonych wersjach 5W27G, GP, GPS i GPU.
Wraz z systemem S-125M wprowadzono czteroprowadnicową przewoźną wyrzutnię 5P73 (SM-106), z której można było wystrzeliwać też rakiety wcześniejszego typu. Do transportu pocisków używane były nowe samochody transportowo-załadowcze PR-14M/MA na podwoziu ciężarówki ZiŁ-131, przewożące dwie rakiety. Stosowane były radary: metrowy P-18 i decymetrowy P-15.
W systemie S-125M1 wprowadzono rakietę 5W27D o większej prędkości i masie zwiększonej do 980 kg, przez co liczba rakiet na wyrzutni musiała ograniczyć się do trzech.

## Użycie bojowe
Zestawy S-125 weszły przede wszystkim na uzbrojenie pułków radzieckich Wojsk Obrony Powietrznej Kraju. Pierwsze zestawy S-125 zostały rozmieszczone od 1961 roku wokół Moskwy jako element obrony przeciwlotniczej radzieckiej stolicy. Początkowo były także dostarczane pododdziałom przeciwlotniczym wojsk lądowych, do czasu wprowadzenia systemów Kub, lecz w tym zastosowaniu ich wadą był długi czas rozmieszczenia systemu w położenie bojowe.
W odróżnieniu od zestawów S-75, S-125 początkowo nie zostały wysłane w celu użycia w wojnie w Wietnamie, ponieważ po rozłamie radziecko-chińskim w 1960 Rosjanie obawiali się, że pociski mogą trafić do Chin i tam zostać skopiowane. Zestawy trafiły natomiast na uzbrojenie Egiptu i Syrii i były użyte przeciwko lotnictwu Izraela. Początkowo zostały rozlokowane w 1970 roku w Egipcie w czasie wojny na wyczerpanie, obsługiwane przez radzieckich specjalistów. Pierwsze zestrzelenie 14 marca 1970 roku było omyłkowe, egipskiego Ił-28, natomiast 30 czerwca zestrzelono pierwszy izraelski myśliwiec F-4. Ogółem w 1970 roku w Egipcie zestrzelono przy ich pomocy 9 izraelskich samolotów, a uszkodzono 3. Izraelska strona przyznaje się jednak do pięciu samolotów zestrzelonych przy pomocy S-125. Systemy te następnie zostały rozlokowane także w Wietnamie, zestrzeliwując w 1972 roku amerykański F-4. W 1973 roku podczas wojny Jom Kipur syryjskie S-125 miały zestrzelić aż 43 izraelskie maszyny. Według Izraela, łupem tych zestawów podczas tej wojny padło jednak sześć samolotów. Na wykorzystanie tych zestawów Syryjczycy liczyli w momencie wybuchu wojny w Libanie, w połowie roku 1982 wyrzutnie S-125 rozmieścili w dolinie Bekaa. Jednak w ciągu jednego dnia (9 czerwca 1982) izraelskie lotnictwo zniszczyło wszystkie wyrzutnie nie tracąc ani jednego samolotu (operacja „Mole Cricket 19”). Posiadały je na swoim wyposażeniu (silnie wspierane przez ZSRR i Kubę) Ludowe Siły Powietrzne Angoli (FAN) w czasie wojny domowej lat 1976-2002 – 7 czerwca 1980 zestrzeliły południowoafrykański Mirage F1s.
Systemy te, na wyposażeniu Iraku, wykorzystywane były podczas wojny iracko-irańskiej od 1980 roku. Podczas I wojny w Zatoce Perskiej, 19 stycznia 1991 na południe od Bagdadu irackie S-125 zestrzeliły amerykański F-16 (87-257). Dwa dni wcześniej jeden z amerykańskich B-52 został uszkodzony rakietą wystrzeloną prawdopodobnie z S-125 (lub z 2K12 Kub). 27 marca 1999, koło miejscowości Budanovci, jugosłowiańska obrona przeciwlotnicza, przy użyciu zmodyfikowanego zestawu Newa-M, zestrzeliła amerykański samolot stealth F-117 Nighthawk, a 2 maja tego samego roku, koło miejscowości Šabac, ofiarą S-125 padł F-16.

## Eksploatacja w Polsce
Pierwszy zestaw dywizjonowy S-125 Newa dostarczono do Polski w 1969 roku, a kolejne cztery w 1970 roku. Po szkoleniu, rozlokowano je w składzie czterech dywizjonów wokół Warszawy. Od 1972 roku zakupiono 14 zestawów S-125M, przeznaczonych do obrony wybrzeża, Górnego Śląska (gdzie przesunięto S-125) i Poznania. Do 1980 roku sformowano ogółem 18 dywizjonów ogniowych artylerii rakietowej z zestawami Newa. W latach 70. wyposażano je w polskie radary Jawor-M zamiast P-15, o lepszych parametrach i mniej zakłócające pracę stacji naprowadzania, a od 1984 roku w zestawy złożone z odległościomierza P-18 i radiowysokościomierza PRW-13. W 1983 roku kupiono pierwszy zestaw S-125M1, a do 1987 roku dalsze cztery, ale tylko z trzema wyrzutniami dla zmniejszenia kosztów. Do 1985 roku zakupiono ogółem 1386 rakiet wszystkich wersji, 20 wyrzutni dwubelkowych i 71 czterobelkowych.

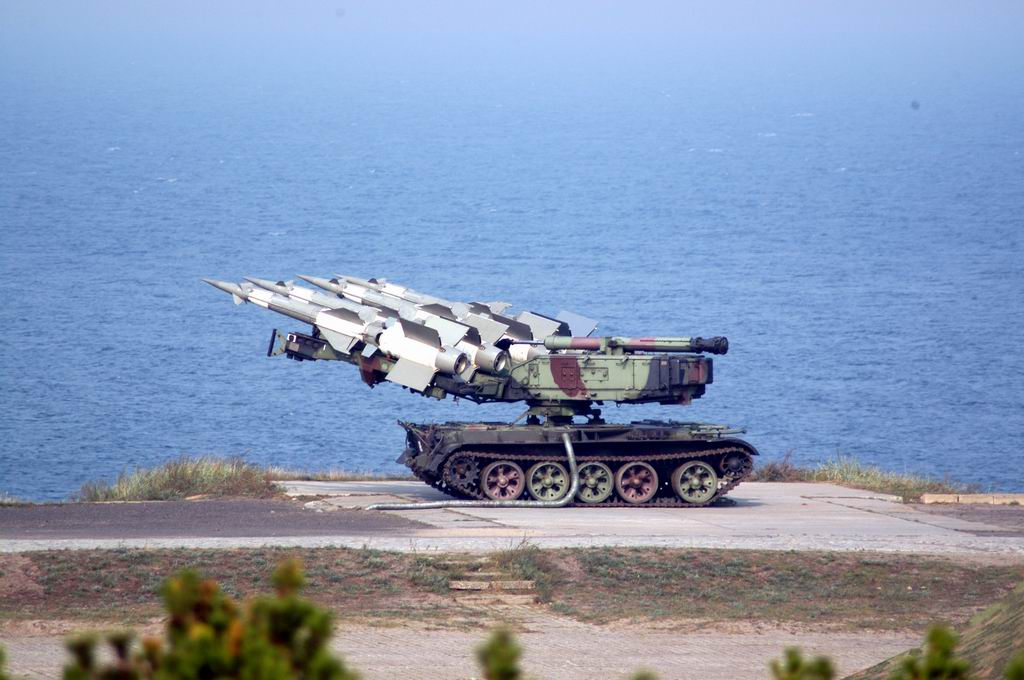
Polska modernizacja S-125 Newa-SC

W latach 90. zdecydowano się zmodernizować zestawy Newa znajdujące się na stanie Sił Zbrojnych RP. Zestawy to oznaczono jako Newa-SC („SC” pochodzi od słów: samobieżny i cyfrowy). System rakietowy Newa-SC jest typowym zestawem średniego zasięgu do obrony obiektów i terytorium kraju. Zestaw może strzelać rakietami typu 5W27U i D. Ich zasięg wynosi 25 km, natomiast pułap 18 km. Podczas modernizacji do wersji SC wymieniono analogowy, zbudowany na lampach elektronowych, system sterowania na mikroprocesorowy. Wyrzutnie rakiet zamontowano na podwoziu gąsienicowym czołgu T-55, a radarową stację naprowadzania i śledzenia celów oraz rakiet – na 8-kołowym podwoziu MAZ-543 (pochodzącym od wyrzutni rakiet R-17 Elbrus wycofanych z uzbrojenia w Polsce), co zwiększyło mobilność zestawu. Do tego standardu zmodernizowano 17 posiadanych przez Siły Zbrojne RP zestawów S-125M1 Newa. Modernizacja nie objęła natomiast samych rakiet. Modernizacja wykonana została przez Wojskowe Zakłady Elektroniczne w Zielonce przy udziale WAT. W zmodernizowane zestawy rakietowe zostały uzbrojone pozostałe po reorganizacji Sił Powietrznych dywizjony rakietowe obrony powietrznej.
Przewidywano oryginalnie 20-letni okres eksploatacji zestawów Newa, ale z powodów budżetowych nie zostały one zamienione nowocześniejszym sprzętem i po modernizacji stały się podstawowym polskim przeciwlotniczym zestawem rakietowym obrony kraju do początku drugiej dekady XXI wieku. W skład obrony powietrznej Sił Powietrznych w 2021 roku wchodziło nadal sześć dywizjonów z 17 zestawami Newa-SC, w każdym po trzy wyrzutnie. W grudniu 2022 roku ujawniono, że nieznana liczba zestawów została przekazana Ukrainie w związku z inwazją Rosji.

## Użytkownicy
- Algieria
- Angola
- Armenia
- Azerbejdżan
- Bułgaria
- Mjanma[31]
- Kuba
- Egipt[31] Nie mniej niż 50[32][33] Peczora 2M w 2012[34][35] + ≈120[32]
- Etiopia[32]
- Gruzja
- Indie
- Libia[31]
- Mołdawia
- Mongolia Peczora-2M[32][36]
- Mozambik
- Korea Północna 140 baterii[37]
- Peru
- Polska 12 zestawów Newa SC[38]
- Serbia 12 baterii z 32 wyrzutniami rakiet (Zmodernizowane, wyposażone w dalmierz na podczerwień)
- Syria[31] 148 Peczora[39] + 12 Peczora-2M[40]
- Sudan Południowy[41]
- Tanzania
- Turkmenistan[31]
- Kazachstan Peczora-2TM[42]
- Ukraina[43]
- Wenezuela Peczora-2M 11.[44][45]11 zamówionych[45] baterii, dostarczona 1 bateria w 2011 (max 8 wyrzutni)[46]
- Wietnam[31][47] Peczora-2TM[48]
- Jemen
- Uganda
- Zambia

### Byli użytkownicy
- Afganistan
- Czechosłowacja
- Czechy - Pełniły służbę w latach 1973 – 2002.[49]
- NRD
- Ekwador P-15 „Flat Face” Status nieznany
- Finlandia - Wycofane w latach 90.
- Węgry - Pełniły służbę w latach 1978-1995.[50]
- Irak - Zniszczone w 2003 roku
- ISIS Trzy wyrzutnie zdobyte w Palmyrze przed zniszczeniem ich przez Stany Zjednoczone[51].
- Kambodża - Zezłomowane w 2005 roku[52].
- Rumunia - Pełniły służbę w latach 1986–1998.
- Rosja - Wycofane w latach 90 ,część rakiet używano do szkolenia do 2011 roku.
- Somalia - Używane do 1992 roku[53].
- Słowacja - Wycofane w 2001 roku.
- Jemen Południowy
- ZSRR
- Jugosławia - 60